# Erzbischöfliches St.-Ursula-Gymnasium Brühl
Das Erzbischöfliche St.-Ursula-Gymnasium in Brühl ist ein privates, staatlich anerkanntes Gymnasium und seit 1962 in der Trägerschaft des Erzbistums Köln.

## Geschichte
Die Schule wurde am 18. April 1893 als „Private höhere Töchterschule mit Pensionat“ gegründet und war die erste höhere Mädchenschule im damaligen Landkreis Köln. Die Gründung erfolgte durch die Ursulinen von St. Salvator nach ihrer Rückkehr aus dem niederländischen Exil in Roermond auf Anregung des Pfarrers und Dechanten Richard Bertram.
Zunächst befand sich die Schule an der Cölnstraße (heute Kölnstraße), zwei Jahre später zog sie an den heutigen Standort an der Kaiserstraße um.
1909 wurde die Schule staatlich anerkannt und nannte sich nun „Pensionat und höhere Mädchenschule der Ursulinen von St. Salvator Brühl“. Es folgte ein Ausbau zum Lyzeum mit zehn Jahrgängen, das 1912 erneut staatlich anerkannt wurde. In der Zeit der Weimarer Republik und des Dritten Reiches ging die Schülerinnenzahl immer weiter zurück, bis hin zur kriegsbedingten Schließung der Schule am 1. Oktober 1944.
Am 22. Oktober 1945 wurde die Schule unter der Trägerschaft der Ursulinen mit 291 Schülerinnen als „Lyzeum der Ursulinen – Brühl bei Köln“ wieder eröffnet und 1947 in einen Lateinzweig und einen Hauswirtschaftszweig aufgeteilt. 1955 wurde wegen Raumnot ein Pavillon im Klostergarten errichtet. 1962 übernahm das Erzbistum Köln die Trägerschaft, der Ausbau zu einer Vollanstalt bis zum 13. Schuljahr wurde genehmigt. 1963 an wurde die Realschule als Elisabeth-von-Thüringen-Schule selbständig und erhielt 1969 ein eigenes Schulgebäude. Von 1964 bis Ostern 1966 der so genannte Atriumbau hinter dem Ursprungsgebäude errichtet. 1970 bis 1972 wurde das alte Kloster- und Schulgebäude durch das heutige Verwaltungsgebäude mit Schulklassen ersetzt. Von 1966 bis 1976 stieg die Schülerinnenzahl von 529 auf 1063.
Mit dem Schuljahr 1979/80 wurde aus der reinen Mädchenschule eine koedukative Schule mit 42 Jungen und 99 Mädchen in der 5. Klasse, entsprechend gab es 1988 den ersten koedukativen Abiturjahrgang.
Von 1996 bis 1998 wurden die Schulräume in den Gartenpavillons abgerissen und durch das heutige Oberstufenzentrum ersetzt, das am 19. November 1998 eingeweiht wurde. Am 27. August 1998 wurde die neue Schulkapelle eingeweiht.

## Religiöse Ausrichtung
Die Schule steht in römisch-katholischer Trägerschaft und wird hauptsächlich von römisch-katholischen Kindern besucht. Der Besuch steht auch evangelischen und nicht katholischen Kindern offen, wobei die evangelischen Kinder evangelischen Religionsunterricht erhalten. Andere nicht katholische Kinder nehmen am römisch-katholischen Religionsunterricht teil. Für den Unterrichtsbeginn ist nach dem Leitsatz der Schule ein Morgengebet vorgesehen. Für die 5. und 6. Klassen finden wöchentlich, für die 7. bis 13. Klassen zweiwöchentlich römisch-katholische Schulgottesdienste statt. Zu besonderen Anlässen sind regelmäßig Gottesdienste vorgesehen. Evangelische Schulgottesdienste gibt es monatlich.

## Sprachenfolge, Differenzierung
G8:
Im 5. Schuljahr besteht die Wahl zwischen Englisch als aus der Grundschule fortgeführte Fremdsprache, oder für Kinder mit besonders guten Grundschulleistungen der Teilnahme an einer Lateinklasse mit vier Wochenstunden Latein und einer Wochenstunde Englisch als Fortführung der Grundschulkenntnisse.
In der 6. Klasse können die Englischschüler Latein oder Französisch hinzuwählen, für die Lateinschüler wird Englisch zum Vollfach erweitert mit dem Ziel, zum Ende des 6. Schuljahres den gleichen Englisch-Kenntnisstand zu haben wie die andern Schüler.
Ab Klasse 8 besteht die Möglichkeit, Französisch oder Latein als dritte Sprache mit vier Wochenstunden zu beginnen. Alternativ zur dritten Fremdsprache kann im Wahlpflichtbereich II zwischen Chemie/Biologie, Mathematik/Physik oder (seit 2015–2023) Erdkunde/Deutsch gewählt werden.
G9:
Seit der Umstellung von G8 zu G9 (ab dem Abitur-Jahrgang 2027) verschiebt sich die jeweilige Wahl des Wahlpflichtbereiches um jeweils ein Schuljahr. Somit erfolgt die Wahl im WP1 (Latein oder Französisch) ab der 7. Klasse (bis zur 10. Klasse verpflichtend) und die Wahl im WP2 (jeweilige andere Fremdsprache, Informatik (seit 2022) oder eines der Mischfächer Mathematik/Physik, Biologie/Chemie oder Erdkunde/Deutsch (bis 2023), bzw. Geschichte bilingual (ab 2024) für die 9. Klasse (bis zur 10. Klasse verpflichtend)).
In der Oberstufe kann als dritte oder vierte Sprache Italienisch gelernt werden. Weitere Sprachen werden jedoch nicht angeboten.

### Begabtenförderung
Besonders begabte Kinder werden zum einen in der Lateinklasse besonders gefördert, darüber hinaus nimmt das St.-Ursula-Gymnasium am Hochbegabten-Förderprogramm FFF (Fördern, Fordern, Forschen) der Rheinischen Friedrich-Wilhelms-Universität Bonn teil.

### Projekte
Namhafte Politiker wie Bundestagspräsident Norbert Lammert, EU-Kommissar Günter Verheugen, Bundesverteidigungsminister Franz Josef Jung und die Ministerin für Schule und Weiterbildung und stellvertretende Ministerpräsidentin des Landes Nordrhein-Westfalen Sylvia Löhrmann besuchten die Schule im Rahmen einer von Schülern organisierten Gesprächsrunde über politische Themen.
Im Herbst 2014 wurde die Schule ebenfalls vom weltweit bekannten Pianisten Kit Armstrong besucht.

## Förderverein
Der Förderverein entstand aus einer Elterninitiative von 1967, monatlich 1 Mark pro Elternhaus einzusammeln, um unbürokratisch kleinere Anschaffungen zu ermöglichen. Diese Initiative nannte sich „Kaisertaler“ nach der vor der Schule verlaufenden Kaiserstraße. 1976 wurde daraus der „Verein der Freunde und Förderer des St.-Ursula-Gymnasiums Brühl e. V.“ mit damals 180 Mitgliedern. Diese Zahl wuchs bis zum Schuljahr 2006/07 auf 874 an. Insgesamt stellte der Verein in dieser Zeit rund 465.000 Euro für die Schule bereit.

## Partnerschulen
Die St.-Ursula-Schule unterhält Schulpartnerschaften mit
- Bromley High School (privates Mädchengymnasium) in der Nähe von London
- IISS (Istituto Istruzione Statale Superiore) „Antonio Pesenti“ in Cascina, Nähe Pisa, Italien
- „Collège de la Retraite“ in Lorient, Bretagne, Frankreich
- „Dugonics András Piarista Gimnázium“ in Szeged, Ungarn
- Zuni High School (eine unter eigener Verwaltung stehende Indianerschule), Pueblo of Zuni, New Mexico, USA

## Persönlichkeiten

### Absolventen
- Helga Kühn-Mengel (* 1947), Politikerin (SPD)
- Astrid Grotelüschen (* 1964), Politikerin (CDU)[9]
- Gregor Golland (* 1974), Politiker (CDU)
- Michael Borlik (* 1975), Kinder- und Jugendbuchautor
- Insa Thiele-Eich (* 1983), Meteorologin und Astronautenanwärterin
- Sebastian Wolfgang Hensel (* 1986), Professor für Mathematik

### Lehrer
- Michael Kreuzberg (* 1957), Politiker (CDU)
- Susanne Bögeholz (* 1966), Professorin für die Didaktik der Biologie